# Hunter
"Hunter" je pjesma britanske pjevačice Dido s njenog prvog albuma No Angel. Izdana je kao treći singl s albuma. "Hunter" se nalazio na "top dvadeset" Svjetske ljestvice te na singl ljestvici u Velikoj Britaniji. Pjesma se našla u "top deset" u Portugalu i Grčkoj.
"Hunter" (eng. "lovac") je priča o neuspjehu veze - pjevačica želi biti kao "lovac" ili slobodna osoba, kao i prije.

## Popis pjesama
Britanski CD singl - 01
1. "Hunter" - 3:56
2. "Hunter" (MJ Cole Remix) - 6:09
3. "Take My Hand" (Brothers in Rhythm Remix) - 8:50

Britanski CD singl - 02
1. "Hunter" -3:56
2. "Hunter" (FK-EK Vocal Mix) - 7:02
3. "Take My Hand" Brothers in Rhythm Remix - 10:09

## Ljestvice
| Ljestvice (2001.)   | Najviša pozicija |
| ------------------- | ---------------- |
| Australija          | 50               |
| Belgija (Flandrija) | 57               |
| Belgija (Valonija)  | 44               |
| Francuska           | 45               |
| Nizozemska          | 73               |
| Novi Zeland         | 28               |
| Švicarska           | 59               |

## Vanjske poveznice
- Stihovi pjesme "Hunter"